# Šabaka
Šabaka ali Šabaka Neferkare (slovensko Čudovita je Rajeva duša)  je bil kušitski faraon iz Petindvajsete egipčanske dinastije, ki je vladal od 705 do 690 pr. n. št. Na prestolu je nasledil brata Pija. Za svoje  prestolno ime je izbral ime slavnega faraona Pepija II. iz Šeste dinastije.
Ko je Pije porazil egipčanske male vladarje v delti Nila, so, vključno s saitskim vladarjem Tefnahtom, priznali Nubijce za vladarje celega Egipta. Tefnaht je kljub temu poskušal zavladati v Spodnjem Egiptu in njegov sin Bakenranef se je razglasil za faraona. Šabaka tega ni mogel dopustiti, zato ga je napadel, ujel in ga ukazal živega sežgati.
Šabaka je s prevzemom oblasti  po nekaj stoletjih ponovno združil Egipt pod enim vladarjem. Svojo oblast je poskušal legitimirati  s prevzemanjem egipčanskih običajev in religije in obsežnimi gradnjami. Zelo ga je zanimala tudi za zgodovina Egipta, zato je dal nekaj dokumentov iz Starega kraljestva vklesati v tako imenovani Šabakov kamen.
Šabakov položaj je utrdila tudi vedno večja nevarnost napada Asircev pod Sargonom II. in želja Egipčanov, da jim vlada samo en vladar, četudi je tujec. Šabaka je znan tudi po tem, da je dal zatočišče Iamaniju Ašhodskemu, ki ga je pregnal Sargon II.
Pokopan v piramidi na pokopališču El Kurru v Nubiji. Nasledil ga je faraon Taharka.

## Galerija
- Šabakova glava, Louvre, Pariz
- Šabakov kip, Louvre, Pariz
- Velik Šabakov spominski skarabej

| Šabaka Petindvajseta egipčanska dinastija Rojen: ni znano Umrl: 690 pr. n. št. |                                                      |                    |
| Vladarski nazivi                                                               |                                                      |                    |
| Predhodnik: Šabataka                                                           | Faraon Egipta 705 pr. n. št. – 690 pr. n. št.        | Naslednik: Taharka |
| Vladarski nazivi                                                               |                                                      |                    |
| Predhodnik: Šabataka                                                           | Kralj Kraljestva Kuš 705 pr. n. št. – 690 pr. n. št. | Naslednik: Taharka |